# Banyista de cabells llargs
La Banyista de cabells llargs (Baigneuse aux cheveux longs) és un quadre de Pierre-Auguste Renoir de l'any 1895 i dipositat al Museu de l'Orangerie.

## Història
Representada en un marc indeterminat, la Banyista de cabells llargs evoca una edat d'or edènica, d'acord amb la sensualitat senzilla i natural de Renoir. Els seus nus dels anys 1890 tenen la intemporalitat de les "nimfes" alliberades de tot pretext mitològic. Tal com Renoir ho recordava vers el final dels seus dies:
| « | "Els temes més senzills són eterns. La dona nua sortirà de l'ona amarga o del seu llit, es dirà Venus o Nini. Mai no s'inventarà res millor." | » |

## Descripció
Aquest oli sobre tela de 82 × 65 cm és característic del període "nacrat" de Renoir. Dins d'una llum difusa, el cos de la banyista i el paisatge sumàriament suggerit sòn recorreguts per iridiscències que difuminen les formes. La model d'aquesta banyista segurament fou la mateixa que la de la pianista de les Noies al piano i, més jove, la de la figura vista de perfil del Retrat de dues nenes.
La noia, amb les cames submergides fins a mitja cuixa, sembla ignorar l'espectador. Mentre la seua atenció es dirigeix cap a una cosa situada a la dreta, a l'exterior del quadre, sosté un drapejat que replega sobre el pit. La suau rodonesa de la seua cara sembla harmonitzar perfectament amb la carn i les corbes del seu cos, mentre que els seus cabells daurats es fan ressò del moviment imperceptible de la vegetació del fons.
Abans d'ésser adquirit per Paul Guillaume, aquesta pintura fou propietat pel famós marxant Paul Durand-Ruel (1831-1922).
D'aquest quadre n'hi ha una altra versió, gairebé idèntica, datada el 1895, que pertany a la fundació Barnes (Merion, Pennsilvània), però ací la dissolució del paisatge és més notable.